# Chapan

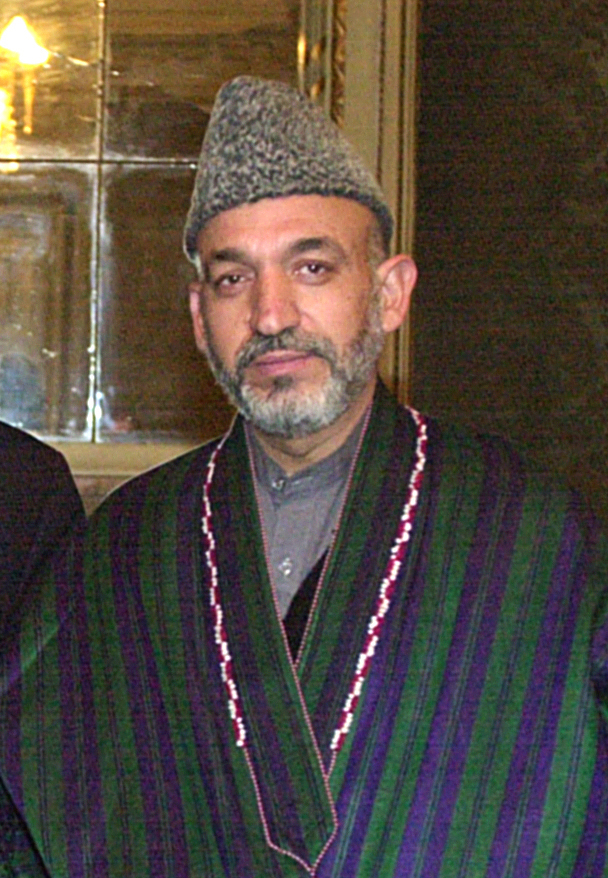
Cựu Tổng thống Hamid Karzai, Afghanistan, mặc áo chapan và karakul

Chapan (چاپان) hoặc (چپچپنن) (từ trong tiếng Thổ là "chapghan", có nghĩa là "được khâu lại với nhau", từ cùng một gốc với từ "cepken" hiện đại của Tiểu Á và Istanbul Thổ Nhĩ Kỳ) là một chiếc áo khoác thường được mặc trong những tháng mùa đông lạnh. Nó thường được mặc bởi đàn ông, những chiếc áo khoác này được trang trí bằng các đường chỉ phức tạp và có nhiều màu sắc và hoa văn. Nó được mặc ở Trung Á, bao gồm Uzbekistan, Afghanistan, Tajikistan, Kazakhstan và Kyrgyzstan. Một chiếc áo choàng chapan thường được mặc bởi cựu tổng thống Afghanistan Hamid Karzai.